# Qina (gouvernement)
Qina, Arabisch: قنا, is een van de gouvernementen van Egypte. Het ligt in het oosten van Egypte. De Nijl, dus ook het dal van de Nijl komen door het gouvernement. De hoofdstad is het gelijknamige Qina.

## Enkele andere steden
- Abu Tesht
- Armant
- Deshna
- El Wakf
- Esna
- Farshout
- Nag Hammadi
- Naqada
- Qift
- Qus

Ad Daqahliyah · Al Buhayrah · Alexandrië · Al Gharbiyah · Al Minufiyah · Al Qalyubiyah · Ash Sharqiyah · Assioet · Aswan · Beni Suef · Caïro · Damietta · Fajoem · Gizeh · Ismaïlia · Kafr el Sheikh· Luxor · Matruh  · Minya · Nieuwe Vallei · Noord-Sinaï · Port Said · Qina · Rode Zee · Suez · Suhaj  · Zuid-Sinaï